# El caça-recompenses (sèrie de televisió)
El caça-recompenses (títol original en anglès, The Bondsman) és una sèrie de televisió de terror i d'acció estatunidenca creada per Grainger David. Es va estrenar el 3 d'abril de 2025 a Amazon Prime Video. S'ha subtitulat al català.

## Premissa
Quan assassinen el caça-recompenses Hub Halloran, el diable el torna a la vida. A canvi, haurà d'atrapar els dimonis que s'han escapat de la presó de l'infern. En el procés, rebrà l'ajuda del que havia estat la seva família i descobrirà que els seus pecats són a l'origen de la seva ànima condemnada. Això farà que busqui una segona oportunitat: en la vida, l'amor i la música country.

## Repartiment
- Kevin Bacon com a Hub Halloran
- Jennifer Nettles com a Maryanne
- Beth Grant com a Kitty
- Damon Herriman com a Lucky
- Maxwell Jenkins com a Cade
- Jolene Purdy com a Midge

## Producció
El juny de 2023, es va informar que Prime Video havia encarregat vuit episodis de mitja hora d'un drama de terror, creat per Grainger David amb Erik Oleson com a productor creador i executiu a través de la seva productora CrimeThink, de la qual Paul Shapiro també n'és productor executiu. Jason Blum, Chris McCumber, Jeremy Gold i Chris Dickie són els productors executius de Blumhouse Television, així com Kevin Bacon i Grainger David.
El rodatge va tenir lloc a Grantville (Geòrgia) l'abril de 2024.

### Càsting
El juny de 2023, Kevin Bacon va fer el paper principal com a caçador de recompenses no mort. El gener de 2024, es va anunciar que Jennifer Nettles s'unia al repartiment protagonista. El març de 2024, Beth Grant, Damon Herriman, Maxwell Jenkins i Jolene Purdy es van afegir a la sèrie en papers recurrents.